# Starina
Starina este o comună slovacă, aflată în districtul Stará Ľubovňa din regiunea Prešov, pe malul râului Starina⁠(d). Localitatea se află la altitudinea de 466 m deasupra n.m., se întinde pe o suprafață de 9,09 km2 și în 2017 număra 44 de locuitori.

## Istoric
Localitatea Starina este atestată documentar din 1352.

## Demografie
| An:                | 1994 | 2004    | 2014    | 2024    |
| ------------------ | ---- | ------- | ------- | ------- |
| Număr de persoane: | 104  | 70      | 43      | 51      |
| Diferență:         |      | −32,69% | −38,57% | +18,60% |

| An:                | 2023 | 2024 |
| ------------------ | ---- | ---- |
| Număr de persoane: | 51   | 51   |
| Diferență:         |      | +0%  |